# Tony Westman
Tony Westman (nacidos antes de 1972) es un camarógrafo, fotógrafo y director de cine.

## Vida y Carrera
Tony Westman participó durante más de cuarenta años en películas tanto como director de fotografía y también como director. Sus proyectos incluyen obras de teatro, documentales, programas de televisión, largometrajes y producciones cinematográficas. Entre sus clientes se encuentran Castle Rock, Warner Brothers, 20th Century Fox, NBC, CBS y el National Film Board of Canada. En esos trabajos se hizo un nombre en las series de televisión MacGyver (1989-1990) y 4400 de Los Repatriados (2005-2006) como director de fotografía.
También es activo como fotógrafo y desde 1969 se pueden ver sus fotografías en exposiciones. Además, enseña la producción cinematográfica en la Universidad de Simon Fraser y en el Instituto de Arte de Vancouver. Finalmente él también es miembro de varias asociaciones profesionales, que tienen que ver con sus ocupaciones y es activo en esas asociaciones.
Por su trabajo como camarógrafo Tony Westman recibió 2 Premios.

## Filmografía (Selección)

### Películas
- 1972: Pleasure Faire (Documental-Cortometraje)
- 1976: Los objetivos movibles son más difíciles de tomar (The Supreme Kid)
- 1983: Desertores
- 1993: Needful Things (Needful Things)
- 1995: Violación en el ejército (She stood alone: The Tailhook Scandal; película para televisión)
- 2002: El espectáculo de Navidad más grande de los Muppets de todos los tiempos (it's a Very Merry Muppet Christmas Movie; película para televisión)
- 2010: Force of Nature (Documental)
- 2011: La Lista (The Client List, película Para Televisión)

### Series
- 1988-1989: Piratas de la playa (The Beachcombers)
- 1989-1990: MacGyver
- 2003-2004: Tan muertos como yo (Dead Like Me)
- 2005-2006: Los 4400 (The 4400)